# 豊田市小原和紙のふるさと
豊田市小原和紙のふるさと（とよたしおばらわしのふるさと）は、愛知県豊田市永太郎町洞216番地1（小原地区）にある和紙の博物館かつては愛知県が運営する施設だったが、現在は豊田市が運営する施設である。博物館法が規定する登録博物館ではない。

## 歴史

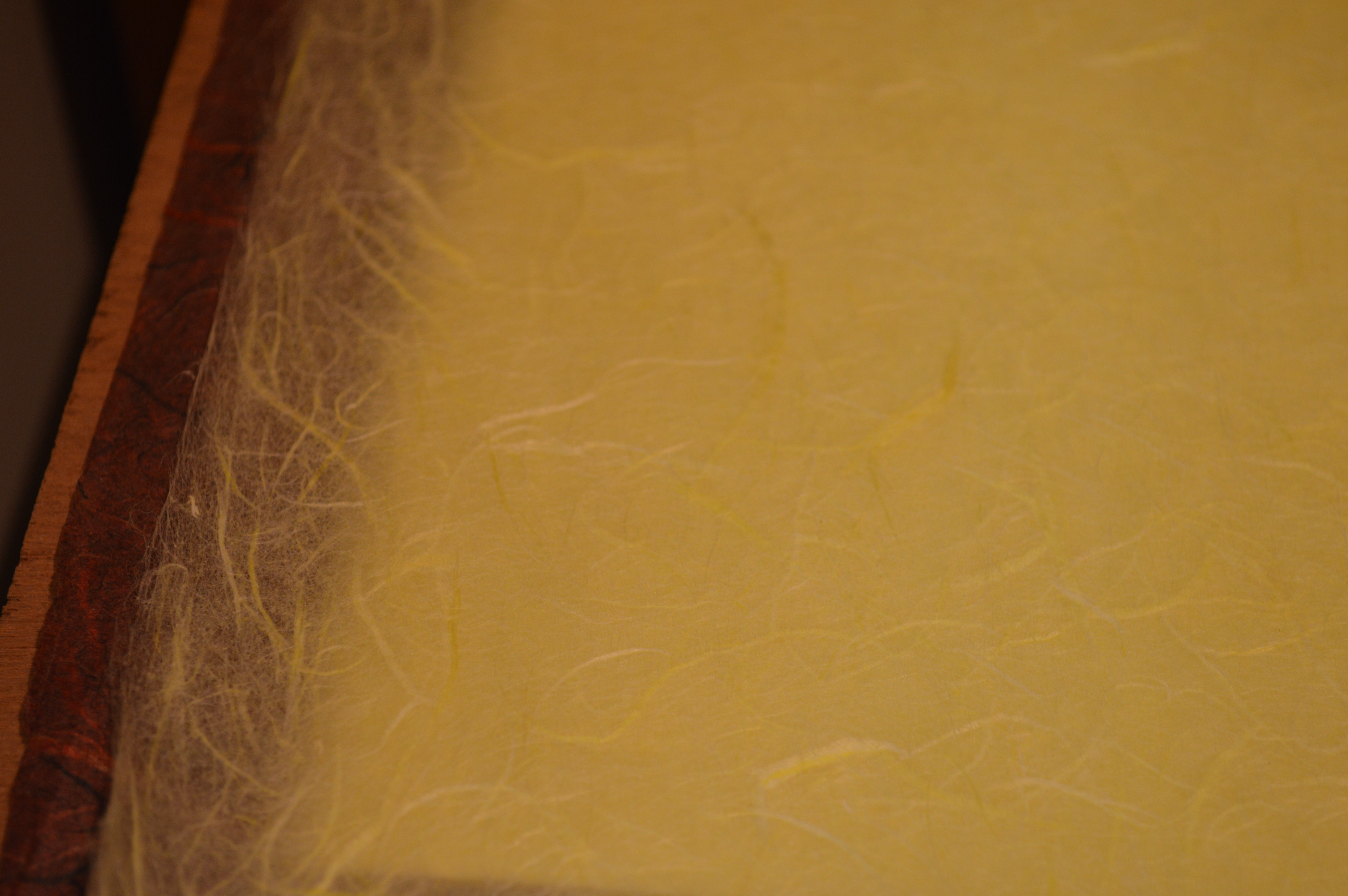
小原和紙

1979年（昭和54年）、西加茂郡小原村（現・豊田市小原地区）に和紙の魅力などをPRする施設として和紙のふるさとが開館した。愛知県が運営する施設だったが、入場者数が減り続けたため、2006年度には民間業者に運営が委託された。しかし入場者数は回復せず、2009年（平成21年）4月に愛知県が豊田市に土地を無償で貸し付け、建物も無償譲渡され、豊田市和紙のふるさととなった。
2020年（令和2年）7月1日、豊田市和紙のふるさとから豊田市小原和紙のふるさとに改称した。

## 施設

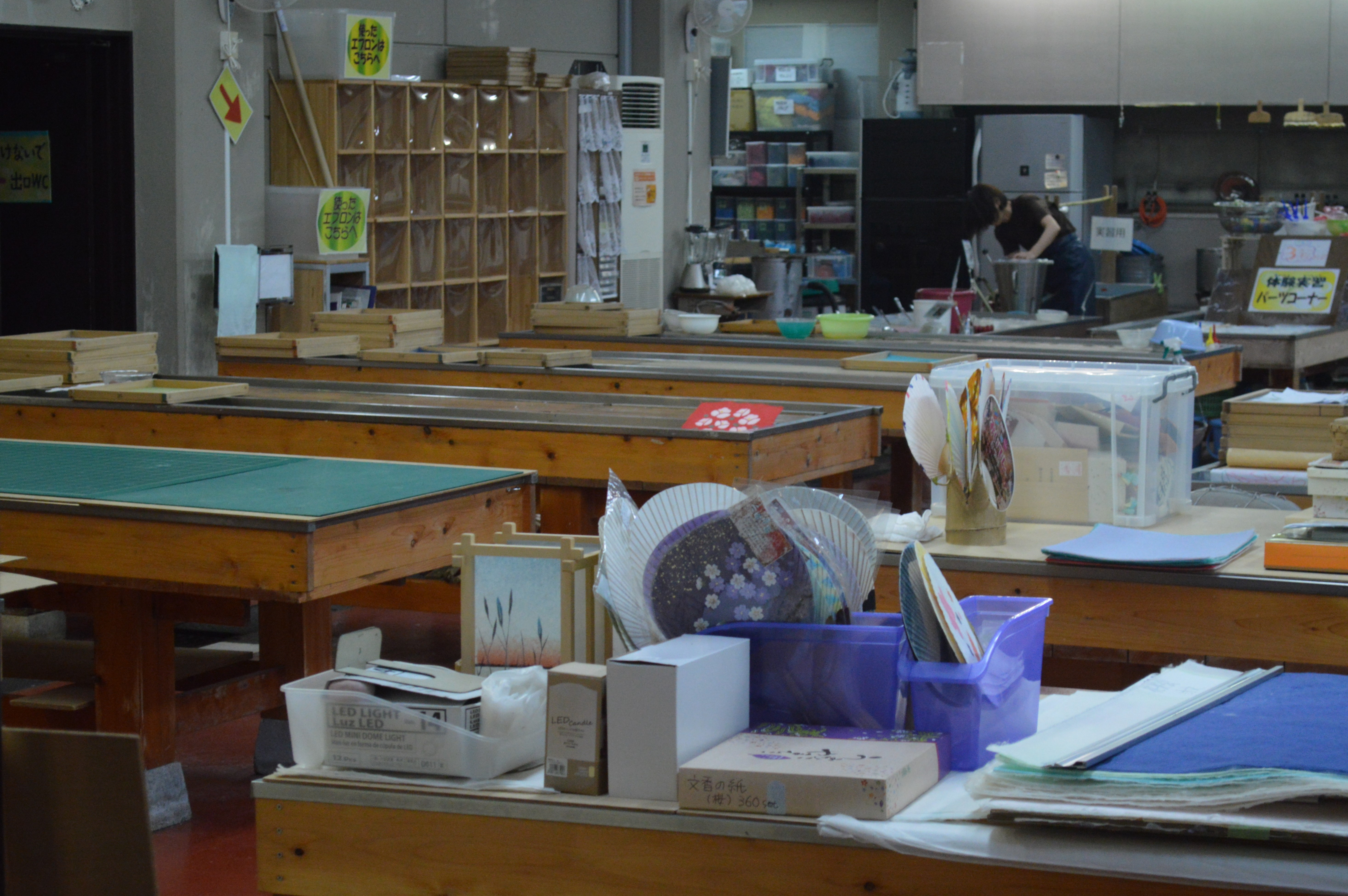
和紙工芸体験館

小原和紙工芸や藤井達吉の作品などを展示する「小原和紙美術館」、紙漉き体験などができる「和紙工芸体験館」があるほか、無料休憩所や和紙の原料となるコウゾ、ミツマタ、ガンピなどの植物を栽培する見本園、全長約2,000mの遊歩道などが整備されている。

### 小原和紙美術館
建物の1階には企画展示室があり、日本各地の和紙産地で製作された和紙標本や和紙工芸などを展示、2階には藤井達吉展示室と小原工芸紙展示室があり、藤井達吉展示室では、工芸家で小原和紙工芸の創始者であった藤井達吉の作品を展示、小原工芸紙展示室では現在活躍中の小原和紙工芸作家の作品の展示を行っている。また、和紙資料の収集や保存、調査研究等の普及活動も行っている

### 和紙工芸体験館
小原和紙工芸の製作体験ができる工房で、絵すき、字すき、葉すき、うちわ、壁掛けを製作できる。

## 利用案内
- 開館時間 ：9:00 - 16:30
- 休館日 ： 月曜日（休日の場合は開館）、年末年始
- 入館料
  - 和紙展示館 ： 一般350円、大・高校生300円、中学生以下無料
  - 和紙工芸館 ： 入館無料

## 交通アクセス
- 名鉄三河線豊田市駅または梅坪駅からとよたおいでんバスに乗り換え「和紙のふるさと」バス停下車すぐ。